# Serica chengtuensis
Serica chengtuensis är en skalbaggsart som beskrevs av Ahrens 2009. Serica chengtuensis ingår i släktet Serica och familjen Melolonthidae. Inga underarter finns listade i Catalogue of Life.